# Johann Jakob Herzog

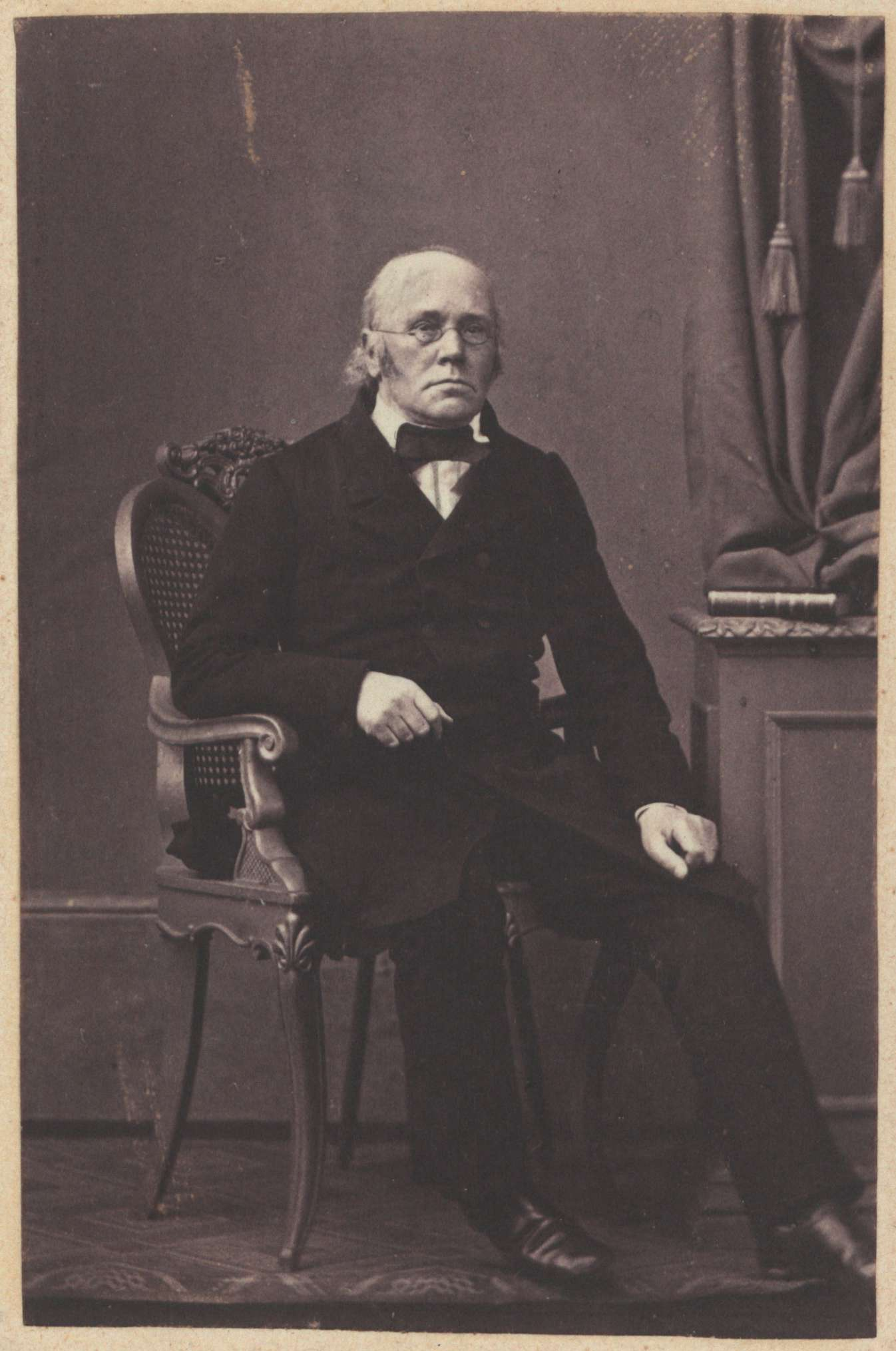
Johann Jakob Herzog (etwa 1870)

Johann Jakob Herzog (* 12. September 1805 in Basel; † 30. September 1882 in Erlangen, heimatberechtigt in Basel) war ein Schweizer reformierter Theologe. Er ist der Begründer der Realenzyklopädie für protestantische Theologie und Kirche, zudem war er an vier Universitäten als Lehrer tätig.

## Leben
Herzog war der Sohn des Kaufmanns Johann Caspar Herzog (1761–1811) und seiner Frau Gertrud geb. Bienz (1772–1814). Die Familie stammte ursprünglich aus Württemberg, lebte aber bereits seit 1605 in Basel. Da Johann Jakobs Eltern früh starben, verbrachte er seine Kindheit seit seinem fünften Lebensjahr bei Verwandten. Später kam er mit seinem Bruder Emanuel in ein Internat in Neustadt. Auch von dem Naturforscher Christoph Bernoulli erhielt er Privatunterricht. Anschließend besuchte er das Basler Gymnasium am Münsterplatz. Ab 1823 studierte er Theologie an der Universität Basel. Im selben Jahr trat er dem Schweizerischen Zofingerverein bei.
Zur Fortsetzung seines Studiums ging er 1826 an die Universität Berlin. Es folgte eine Forschungsreise über Böhmen, Wien, Venedig und Mailand zurück nach Basel. Dort legte er 1829 sein erstes Examen ab; am 10. Oktober 1830 wurde ihm der Grad eines theologischen Lizentiaten verliehen. Ab dem Wintersemester 1830/31 war er Privatdozent an der Universität Basel.
Am 14. Januar 1834 heiratete Herzog seine Cousine Rosina Socin (* 13. Januar 1811; † 7. Januar 1889); der Ehe entstammen vier Kinder. Da in Basel keine Aussicht auf eine Professur bestand, folgte Herzog einem Ruf als Professor der Theologie und der Kirchengeschichte an die Universität Lausanne. Zunächst war er nur provisorisch angestellt, aber am 27. September 1838 wurde er ordentlicher Professor der historischen Theologie.
Bei seiner Tätigkeit als Hochschullehrer waren ihm seine Kenntnisse der französischen Sprache von Nutzen. Abgesehen von der Kirchengeschichte unterrichtete er auch Symbolik, Biblische Theologie sowie Reformations-, Missions- und Dogmengeschichte. Die Ergebnisse seiner kirchengeschichtlichen Forschungen veröffentlichte er in mehreren Monografien.
1839 hob die Regierung des Kantons Waadt die Confessio Helvetica posterior als bindende Bekenntnisschrift auf und versuchte die Kirche in staatliche Abhängigkeit zu bringen. Am 3. August 1845 mussten die Pfarrer eine Regierungsproklamation verlesen, in der die Revolution für berechtigt erklärt und die staatliche Einflussnahme auf die Kirche erlaubt wurde. Als Herzog am 17. Februar 1846 angeboten wurde, in der neuen Kommission für die Prüfung, Ordination und Anstellung der landeskirchlichen Pfarrer tätig zu sein, lehnte er aus Protest ab und legte seine Professur nieder.
Von März 1846 bis August 1847 war Herzog in Lausanne als Privatgelehrter tätig. Am 16. Juni 1847 wurde er von der Berliner Universität zum Ehrendoktor ernannt. Von 1847 bis 1854 bekleidete er das Professorenamt für Kirchengeschichte an der Theologischen Fakultät der Universität Halle; einen Ruf an die Universität Wien hatte er abgelehnt. Für zwei Untersuchungen über die Waldenser unternahm er Forschungsreisen nach Genf, Frankreich und Irland. Am 1. Oktober 1854 wurde Herzog als Nachfolger von Johann Heinrich August Ebrard Professor der reformierten Theologie an der Universität Erlangen; diese Tätigkeit sollte er bis zum Jahr 1877 ausüben.
Inzwischen hatte Herzog sein Hauptwerk begonnen, die Realenzyklopädie für protestantische Theologie und Kirche (Vorgängerin der Theologischen Realenzyklopädie), nachdem der ursprünglich als Herausgeber gedachte Matthias Schneckenburger verstorben war. Der erste Band entstand noch in Halle (Saale), der zweite in Erlangen. Insgesamt erschienen zwischen den Jahren 1854 und 1913 in drei Auflagen 22 Bände; über 500 Einträge wurden von Herzog selbst verfasst. Für die zweite Auflage war die Mitarbeit des Professors der Kirchengeschichte Gustav Leopold Plitt vorgesehen; da dieser jedoch früh starb, wurde Albert Hauck ausgewählt, der das Werk nach Herzogs Tod in Erlangen weiterführte und eine dritte Auflage in Leipzig herausgab. Neben ihm waren andere Angehörige der reformierten Kirche an dem Werk beteiligt.
1876 erhielt Herzog das Ritterkreuz des Ordens der Krone von Italien. Im selben Jahr begann er mit seinem Werk Abriß der gesamten Kirchengeschichte. Am 1. September 1877 wurde er nach einem Schlaganfall auf eigenen Wunsch emeritiert. Neben seinen Buchveröffentlichungen sind ihm auch mehrere Artikel in der Evangelischen Kirchen-Zeitung sowie neun Artikel in der Allgemeinen Deutschen Biographie zu verdanken.

## Werke (Auswahl)
- Dissertatio exegetica de loco Paulino Rom. 3,21–31 (Basel 1830)
- Das Leben Johannes Oekolampadius' und die Reformation der Kirche zu Basel (Bände 1 und 2; Basel 1843)
- Johannes Calvin. Eine biographische Skizze (Basel 1843)
- Précis des faits ont amené et suivi la démission de la majorité des pasteurs et ministres de l'Eglise nationale du canton de Vaud en 1845 (Lausanne 1846)
- De origine et pristino statu Waldensium. Secundum antiquissima eorum scripta cum libris catholicorum eiusdem aeva collata (Halle 1848)
- Die romanischen Waldenser. Ihre vorreformatorischen Zustände und Lehren, ihre Reformation im 16. Jahrhundert und die Rückwirkungen derselben, hauptsächlich nach ihren eigenen Schriften dargestellt (Halle 1853)
- Real-Encyklopädie für protestantische Theologie und Kirche (Bände 1 bis 22; Hamburg 1854 bis 1866)
- François de Bonivard, Advis et Devis de la source de l'idolatrie et tyrannie papale (Genf 1856)
- Das Wort Gottes ein Licht in dunkler Zeit. Predigt über Psalm 119, 105 (Erlangen 1866)
- Die Rückkehr der vertriebenen Waldenser in ihre Thäler im Jahre 1689 (Erlangen 1876)
- Abriß der gesammten Kirchengeschichte, Band 1: Die Zeiten der Gründung und ersten Ausbreitung der christlichen Kirche von Christi Geburt bis zum Ende des ersten Jahrhunderts nach Christi Geburt. Die Zeiten des alten Katholicismus vom Anfang des zweiten Jahrhunderts bis zum Anfang des achten (Erlangen 1876)
- Abriß der gesammten Kirchengeschichte, Band 2: Die Zeiten des römischen Katholicismus vom Anfange des achten Jahrhunderts bis zum Anfange des sechzehnten, von Bonifatius, Apostel der Deutschen genannt, bis zum Beginn der deutschen Reformation (Erlangen 1879)
- Abriß der gesammten Kirchengeschichte, Band 3: Das Zeitalter der Reformation. Die Zeiten des größten Kampfes zwischen Katholicismus und Protestantismus, zwischen Luthertum und Calvinismus. Die Zeiten der inneren Bewegungen innerhalb der verschiedenen Confessionen bis zum Ausgange des achtzehnten Jahrhunderts (Erlangen 1882)